# Адалард II (граф Меца)
Адалард II (фр. Adalhard II, Adalard II, нем. Adalhard II.; ок. 840 — 2 января (?) 890) — граф Меца и Мозельгау. На основании ономастических данных предполагается, что он был сыном Адаларда Сенешаля.
Адалард упоминается в документах как придворный при дворе королей Восточно-Франкского королевства, по повелению которых он выполнял дипломатические и военные поручения. В 880 году он разбил приверженцев Гуго Эльзасского, сына покойного короля Лотаря II, а в 882 году потерпел поражение от викингов в битве при Ремихе.
Адалард, вероятно, является предком Эльзасской династии.

## Биография

### Правление
Адалард упоминается в документах между 872 и 890 годами как граф в Меце и Мозельгау. Также в 878—890 годах он упоминается как светский аббат монастыря Эхтернах. На основании данных ономастики, а также поскольку до него этим монастырём владел Адалард Сенешаль, предполагается, что Адалард II был его сыном.
В 872—876 годах Адалард участвовал в поездках короля Восточно-Франкского королевства Людовика II Немецкого к королю Западно-Франкского королевства Карлу II Лысому. В 873 году Адалард организовал побег из заключения Карломана, сына Карла II Лысого, после чего привёз его ко двору короля Людовика II Немецкого.
В 880 году Адалард разбил приверженцев Гуго Эльзасского, сына покойного короля Лотаря II от признанного незаконным второго брака Вальдрады, пытавшегося получить Лотарингию, присоединённую по Мерсенскому и Рибмонскому договорам к Восточно-Франкскому королевству. 
В 881 году в Рейнскую область вторглись викинги. Двигаясь по Рейну и Мозелю, они совершали набеги на находившиеся в долинах рек города и монастыри. В январе 882 года был разорён Трир, после чего часть армии, возглавляемая вождями Годфридом и Сигфридом двинулась в сторону Меца. Навстречу им выступила спешно набранная армия, которую возглавили граф Адалард II, архиепископ Трира Бертульф и епископ Меца Вала. 11 апреля около Ремиха произошло сражение, в результате которого викинги одержали победу. Епископ Вала был убит, а Адалард и Бертульф смогли бежать. Но из-за понесённых потерь викинги отказались от намерения захватить Мец.
Адалард умер в 890 году. В некрологе Ремирмонского аббатства сообщается о смерти 2 января некоего Адаларда, но неизвестно, относится ли данное известие к Адаларду II.
Согласно исследованиям Эдуарда Главички, Адалард был родоначальником династии графов Меца, которая позже получила название Эльзасской династии.

### Брак и дети
Имя жены Адаларда в источниках не упоминается. На основании ономастических данных историк Эдуард Главичка считает, что жена Адаларда была дочерью Матфрида II, графа в Айфельгау. Дети:
- Стефан (ум. после 900), граф Шамона, граф в Бидгау[2].
- Герхард I (ок. 870/875 — 22 июня 910), граф Меца с 890 года[2][3].
- Матфрид (ум. 19 августа ок. 930), граф Меца[2][3].
- Ришер (ум. 23 июля 945), аббат Прюмского монастыря с 899 года, епископ Льежа с 920 года[2][3].
- Валахо (ум. после 900)[2].